# Lyne-Marie Stanley
Pour les articles homonymes, voir Stanley.
Lyne-Marie Stanley est une romancière française, née le 23 septembre 1944 à Cayenne, en Guyane.

## Biographie

### Études
Lyne-Marie Stanley a étudié au lycée Félix Éboué, à Cayenne. Dans cet établissement, elle fait la rencontre d'autres futurs écrivains guyanais, notamment Élie Stéphenson et Serge Patient. Elle poursuit ses études supérieures à Versailles dans le domaine du social.

### Carrière professionnelle
De retour en Guyane, Lyne-Marie Stanley exerce le métier d'assistante sociale. Elle devient responsable de service au Service social départemental de la Guyane en 1997. Par la suite, elle occupe un poste de Conseiller socio-éducatif. 

### Parcours littéraire
Lyne-Marie Stanley est l'une des premières autrices guyanaises contemporaines connues. Son aventure littéraire débute par une volonté de parler de son pays, des hommes et des femmes qui y vivent. Elle publie son premier roman La saison des abattis en 1996. Il s'agit d'un roman sur la société traditionnelle guyanaise où elle traite de l'amour ainsi que de la femme. Stanley dénonce les préjugés liés à la couleur de la peau et met en lumière des tabous de la société guyanaise.  Passionnée de littérature, elle devient présidente de l'Association des auteurs guyanais.

## Œuvres
- Lyne-Marie Stanley, La saison des abattis, Ibis rouge, 1996 (ISBN 9782911390074, OCLC 298184099, lire en ligne)

- Lyne-Marie Stanley, La saison des abattis, Ibis rouge éd, 2011 (ISBN 978-2-84450-395-4 et 2-84450-395-0, OCLC 795444509, lire en ligne)

- Lyne-Marie Stanley, Mélodie pour l'orchidée : roman, Ibis rouge, 2001 (ISBN 2844501079, OCLC 528942963, lire en ligne)

- Lyne-Marie Stanley, Abel : roman, Ibis rouge, 2005 (ISBN 2844502776, OCLC 658919742, lire en ligne)